# Обсерваторія Брорфельде

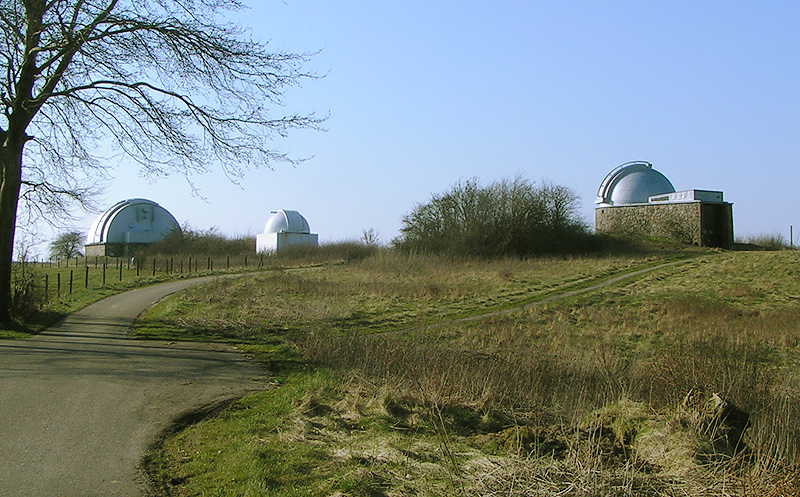
Обсерваторія Брорфельде

Обсервато́рія Бро́рфельде — астрономічна обсерваторія, заснована в 1953 році в комуні Хольбек, Данія.

## Історія обсерваторії
З 1953 року по 1 січня 1996 року була філією Обсерваторії Копенгагенського університету. Після 1996 року весь постійний персонал обсерваторії переїхав до Копенгагена в будівлю Рокфеллера (Rockefeller Building). 

## Напрямки досліджень
- Пошук і астрометрія астероїдів
- Пошук наднових зірок
- Фотометрія змінних зірок

## Основні досягнення
Відкриття 10 астероїдів:
| Відкриті астероїди: 10 | Відкриті астероїди: 10 |
| ---------------------- | ---------------------- |
| 3312 Pedersen          | 24 вересня 1984        |
| 3369 Freuchen          | 18 жовтня 1985         |
| 5165 Videnom           | 11 лютого 1985         |
| 5427 Jensmartin        | 13 травня 1986         |
| (7743) 1986 JA         | 2 травня 1986          |
| 8261 Ceciliejulie      | 11 вересня 1985        |
| 9555 Frejakocha        | 2 квітня 1986          |
| (8338) 1985 FE3        | 27 березня 1985        |
| (22282) 1985 RA        | 11 вересня 1985        |
| (24642) 1984 SA        | 22 вересня 1984        |